# Demografischer Wandel
Der demografische Wandel beschreibt im allgemeinen Sprachgebrauch die Veränderung der Bevölkerungszusammensetzung einer Gesellschaft.

## Definition
Der Begriff Demografischer Wandel bezeichnet die Struktur und Entwicklung der Bevölkerung unter Berücksichtigung von Altersstruktur, Geburtenzahlen und Sterbefällen. Beeinflusst wurde der Demografische Wandel in Deutschland in den vergangenen Jahren insbesondere durch wachsende Migration
und die Alterung der Bevölkerung.

## Weitere beteiligte Faktoren
Demografischer Wandel wird v. a. bei der langfristig erkennbaren Populationsdynamik eines Landes zur Kenntnis genommen und diskutiert, wie z. B. der demografische Wandel in Deutschland. Davon zu unterscheiden ist der Begriff des demografischen Übergangs. Dieser beschreibt eine bestimmte Abfolge verschiedener Phasen des demografischen Wandels über längere Zeiträume. In zahlreichen Ländern der westlichen Welt ist insbesondere die Alterung der Bevölkerung in Folge des demografischen Wandels im Gespräch.

## Allgemeine Dimensionen des demografischen Wandels
Der Ausdruck demografischer Wandel kann sich auf folgende Bevölkerungsveränderungen beziehen:
- die Gesamtzahl ihrer Mitglieder
- ihre zahlenmäßige Struktur nach:
  - Altersgruppen
  - dem Verhältnis von Geschlechtern,
  - den Anteilen von Inländern, Ausländern und Eingebürgerten an der Bevölkerung,
  - der Geburten- und Sterbefallentwicklung,
  - den Zuzügen und Fortzügen.

## Trends in Deutschland

### Bevölkerungsentwicklung in Deutschland
Im Jahr 2019 lebten rund 83,17 Millionen Menschen in Deutschland. Dabei überwog (wie in den Vorjahren) der weibliche Bevölkerungsanteil: d. h. 2019 wohnten in Deutschland 42 Millionen Frauen und 41 Millionen Männer. Nordrhein-Westfalen war mit knapp 18 Millionen Menschen das bevölkerungsreichste Bundesland. Eine Prognose des Statistischen Bundesamtes geht davon aus, dass im Jahr 2060 nur noch 74,4 Millionen Menschen in Deutschland leben werden. Einer der Gründe für die rückläufige Einwohnerzahl ist die sinkende Anzahl von Geburten, die den Demografischen Wandel in Deutschland verschärft. Im Jahr 2019 wurden in Deutschland insgesamt 778.000 Kinder geboren, während im gleichen Zeitraum knapp 940.000 Personen verstarben. Die Sterbefälle übersteigen die verzeichneten Geburten, um mehr als 160.000, ein Trend, der in Deutschland bereits seit den 1970er Jahren erkennbar ist.

### Auswirkungen des steigenden Durchschnittsalters
Die in Deutschland erfasste Altersstruktur (früher auch Alterspyramide genannt) näherte sich 2019 am ehesten einer sogenannten, in Industriestaaten verbreitenden, Urnenform an. Diese Form ist typisch bei sinkenden Geburtenzahlen in Kombination mit einer hohen Lebenserwartung (siehe auch Fertilitätsrate).
Dabei steigt nicht nur das Durchschnittsalter, der Anteil der jüngeren Altersgruppen nimmt gleichzeitig immer weiter ab. Während der Anteil der unter 20-Jährigen 1970 (in Westdeutschland) noch bei 29,7 Prozent der Bevölkerung lag, lag deren Anteil in Deutschland 2018 nur noch 18,4 Prozent.
Gleichzeitig stieg der Anteil der Menschen über 67 zwischen 1970 und 2018 von 11,1 auf 19,2 Prozent an. Dabei hat sich der Anteil der über 85-Jährigen von 1970 bis 2018 mehr als vervierfacht. In knapp fünfzig Jahren stieg er von 0,6 auf 2,7 Prozent, was Ende 2018 insgesamt 2,3 Millionen Personen in der Altersgruppe ab 85 entsprach.
Während das Durchschnittsalter für Deutschland im Jahr 2011 noch 43,9 Jahre betrug, war es bis 2020 bereits auf 45,7 Jahre angestiegen und lag knapp über dem EU-Durchschnitt. Dieser Strukturwandel wirkt sich auch auf den sogenannten „Generationenvertrag“ aus, da immer weniger Erwerbstätige immer mehr Menschen im Rentenalter mit versorgen sollen. Der Anteil der Erwerbstätigen sank in zwanzig Jahren von 68,2 Prozent (1998) kontinuierlich auf 64,6 Prozent im Jahr 2019.

## Demografischer Wandel im ländlichen Raum Österreichs
Das ECOnet Team rund um den Politologen Peter Filzmaier analysiert Auswirkungen des demografischen Wandels im ländlichen Raum in Österreich. Die Studien sehen ein allgemeines Bevölkerungswachstum von 9 Prozent und keinen Bevölkerungsrückgang im ländlichen Raum bis 2050 kommen. Jedoch ist mit einem Rückgang der erwerbsfähigen Bevölkerung um 5 Prozent zu rechnen, wenn die aktuellen Altersgrenzen der Erwerbstätigkeit identisch bleiben. Die reine Veränderung der Bevölkerungsstruktur stellt also nur in ihren Implikationen ein Problem für die Gesellschaft in unserer heutigen Betrachtungsweise dar.

## Demographischer Wandel in der Schweiz
In Regionen mit überdurchschnittlich alter Bevölkerung (zum Beispiel im Speckgürtel um Basel herum) haben Gemeinde durch hohe / steigende Kosten für Alters- und Pflegeheime sowie für Spitex hohe Haushaltsdefizite.